# 澄田綾乃
澄田 綾乃（すみだ あやの、1999年〈平成11年〉2月26日 - ）は、日本のグラビアアイドル、タレント、元ライブアイドル。山口県周南市出身。オスカープロモーション所属。アイドルグループ「Majestic Bunny」の元メンバー。

## 経歴
高校時代、交通事故に遭い顔面麻痺と診断される。治療の結果約3か月で表情が動くようになったものの、事故当時は一生笑えないと思っていた。のちに笑顔になっただけで周囲から褒められる状況に価値を感じ、友人の勧めもあって配信活動を開始する。配信視聴者から「芸能活動に興味ないのか？」と尋ねられ、力試しにSTU48のオーディションを受けて最終選考まで残る。
上京後は女優を目指して様々な事務所オーディションを受けるが合格せず、原宿で、アイドルグループ事務所「うさぎや」の職員から声を掛けられた。事務所代表を務める橋本紗樹プロデュースの5人組アイドル「Wild Bunny」として、2019年2月にデビューする。グループ加入2年目にミュージックビデオ撮影オフショットをSNSに載せたところ、『週刊ヤングジャンプ』（集英社）編集部から声がかかり、水着グラビア活動を開始する。2021年2月発売の同誌No.9で、「神様の最高傑作」のキャッチコピーで巻末グラビアを担当した。胸が大きいことはコンプレックスでアイドルデビュー当初は水着NGにしており、それでも「仕事の幅を広げたいと思い、グラビアの話が来れば受けようか」と考えたタイミングで、運命的な機会であった。反響の大きさもあり、以降は「コンプレックスも生かしたらいいじゃん」と前向きに考えられるようになった。Wild Bunnyはテレビ朝日のバラエティ番組『100時間後』に出演するが、同番組で付いた崖っぷちのイメージを払拭するため2021年1月に解散し、メンバーを入れ替えた「Majestic Bunny」として2021年2月23日に上野恩賜公園野外ステージで再デビューするも、4月に活動停止し、8月に澄田がオスカープロモーションへ移籍するなど自然消滅している。
ライブアイドル活動がなくなったことから、ショートだった髪をロングに伸ばし、以降は『週刊プレイボーイ』（集英社）を中心に各グラビア雑誌、青年漫画誌にグラビアアイドルとして掲載。『週刊ヤングジャンプ』2021年No.46ではコラボレーション企画『YJ秋のハロウィンパーティー』として表紙の一人となり、『FLASH』（光文社）2022年11月22日号で初の単独表紙。2023年2月25日には東京ニュース通信社から『澄田綾乃1st写真集「PURITY」』を発売。26日に発売記念イベントを開催した。同イベントはグラビアアイドルとして初の対面イベントとなった。

## 人物
- 趣味・特技はホラーゲームの実況鑑賞、絵を描くこと[10]。高校時代は琴を習っており、自宅にもあるが、埃をかぶるほど触っておらず、趣味・特技欄には記述していない[5]。
- 兄と弟がいる男兄弟の中で育った[7]。学生時代は大きな胸のせいで、100回は告白された[7]。告白は、ゲーム感覚のようなものや明らかに身体が目的のものだったほか、同じ男性から何度もされるなど良い思い出ではなく、後年のインタビューでも「私はモテることがいいとは思わない」と回答している[7]。
- 自身の性格を、根は真面目だが人を疑わなさすぎて危険なタイプと分析している[5]。「市営住宅の屋上にパイプを伝って登ってしまうほど頂上を目指すのが好き」と、なりふり構わない猪突猛進タイプでもある[5]。実兄には、すぐ木に上ることから「乃ザル」（綾乃の乃）と呼ばれていた[11]。
- グラビアアイドルの辻りりさとは、『週刊プレイボーイ』2022年5月23日号掲載のグラビアの撮影を共に経験して以降、自分から誘って頻繁に食事に行くほど仲が良い[12]。また、少し年上にしてグラビアアイドルの先輩でもある辻のことは、「自分にはない強さを持つカッコいい女性としてのイメージが強く、いろいろ相談したくなる」との旨で称えている[12]。

## 作品

### イメージビデオ
- 花言葉な私、そしてあなたと（2023年10月27日、リバプール）[13]
- 変。（2024年5月31日、リバプール）[14]
- ヒミツの楽園（2024年11月29日、リバプール）[15]

## 出版

### 写真集
- PURITY（2023年2月25日、東京ニュース通信社、撮影：カノウリョウマ）ISBN 978-4867015445[16][17]
- 幻愛（2025年2月26日、ワン・パブリッシング、撮影：小塚毅之）ISBN 978-4651204970[18][19]

### デジタル写真集
- 究極美姉湯2022（2021年12月9日、集英社［YJ PHOTO BOOK］、撮影：山口勝己）[20]
- 即バズリ美女、Newスミダ。（2022年1月17日、集英社［週プレ PHOTO BOOK］、撮影：根本好伸）[21]
- 金色の午睡（2022年3月10日、集英社［YJ PHOTO BOOK］、撮影：佐藤裕之）[22]
- ヤンマガアザーっす！ <YM2022年20号未公開カット>（2022年7月29日、講談社［ヤンマガデジタル写真集］、撮影：オノツトム）[23]
- 君に溺れたい。（2022年10月7日、ワン・パブリッシング［BOMBデジタル写真集］、撮影：西條彰仁）[24]
- 火照った心、ときめいた夏。（2022年10月7日、小学館［週刊ポストデジタル写真集］、撮影：丸谷嘉長）[25]
- 香るFカップ（2022年10月27日、講談社［FRIDAYデジタル写真集］、撮影：TakeoDec.）[26]
- 麗しのお姉様（2022年12月20日、双葉社［漫画アクションデジタル写真集］、撮影：フジシロタカノリ）[27]
- 短い祭（2022年12月29日、白夜書房［BRODYデジタル写真集］、撮影：高橋慶佑）
- あっぷるぱ～い（2023年1月23日、集英社［週プレ PHOTO BOOK］、撮影：桑島智輝）[28]
- まっしぐら！（2023年1月24日、光文社［FLASHデジタル写真集］、撮影：佐藤佑一）[29]
- こころの綾（2023年2月1日、集英社［GJ PHOTO BOOK］、撮影：坂本陽）[30]
- ミステリアス（2023年2月13日、集英社［週プレ PHOTO BOOK］、撮影：桑島智輝）[31]
- 至宝（2023年5月1日、秋田書店［ヤングチャンピオンデジグラ］）
- この世界の片隅で。（2023年5月26日、主婦の友社［STRiKE! DIGITAL PHOTOBOOK 029］、撮影：HIROKAZU）[32]
- 君との暮らし。（2023年6月9日、ワン・パブリッシング［BOMBデジタル写真集］、撮影：岡本武志）[33]
- 長い春（2023年6月26日、白夜書房［BUBKAデジタル写真集］、撮影：高橋慶佑）[34]
- 痕跡と、余韻。（2023年7月30日、KADOKAWA［Gテレデジタル！］）[35]
- 輝くボディだね！（2023年8月8日、光文社［FLASHデジタル写真集］、撮影：矢西誠二）[36]
- Seaside Terrace（2023年9月22日、文藝春秋［デジタル原色美女図鑑］、撮影：熊谷貫）[37]
- 花言葉な私、そしてあなたと（2023年10月5日、集英社［YJ PHOTO BOOK NEXT］、撮影：横内禎久）[38]
- 愛は情熱。（2023年11月9日、ワン・パブリッシング［BOMBデジタル写真集］、撮影：藤本和典）[39]
- ようこそ♨スミダ湯！（2024年2月29日、KADOKAWA［Gテレデジタル！］）[40]
- 最強メリハリボディのアナザーサイド（2024年3月15日、扶桑社［SPA!グラビアン魂デジタル写真集］、撮影：門嶋淳矢）
- 艶やかなヒミツ（2024年4月9日、ワン・パブリッシング［BOMBデジタル写真集］、撮影：根本好伸）[41]
- インポッシブル（2024年5月2日、白夜書房［BRODYデジタル写真集］、撮影：田畑竜三郎）[42]
- 「魅力的」にもほどがあるっ！（2024年5月13日、徳間書店［アサ芸Secret!デジタル写真集］、撮影：野澤亘伸）
- if…（2024年5月17日、小学館［週刊ポストデジタル写真集］、撮影：LUCKMAN）[43]
- 熱くさせて（2024年5月21日、光文社［FLASHデジタル写真集］、撮影：岡本武志）[44]
- いっしょに帰った朝に（2024年5月27日、白夜書房［BRODYデジタル写真集］、撮影：小塚毅之）[45]
- 【グラビア文学館】 雪女（2024年6月10日、講談社［週刊現代デジタル写真集］、撮影：西條彰仁）[46]
- 綾模様（2024年7月3日、集英社［GJ PHOTO BOOK］、撮影：坂本陽）[47]
- 澄んだ瞳に恋してる 1･2･3･4･COVER DX（2024年7月5日、小学館［sabra net e-Book］）[48][49][50][51][52]
- 日常はフェチだらけ（2024年7月8日、集英社［週プレ PHOTO BOOK］、撮影：アンディ・チャオ）[53]
- 澄んだ瞳に恋してる2 5･6･DX（2024年8月9日、小学館［sabra net e-Book］）[54][55][56]
- 魅惑のひと（2024年9月9日、ワン・パブリッシング［BOMBデジタル写真集］、撮影：小塚毅之）[57]
- 変。（2024年10月24日、集英社［YJ PHOTO BOOK NEXT］、撮影：清田大介）[58]
- 白昼夢（2024年11月13日、ワニブックス［ワニブックスデジタル写真集］、撮影：鈴木ゴータ）[59]
- 澄田綾乃 in GUN ACTION（2024年11月22日、ホビージャパン［Arms MAGAZINE DIGITAL PHOTO BOOK］、撮影：福島裕二）[60]
- 絶対的な関係（2025年1月12日、白夜書房［DOLCEデジタル写真集］、撮影：小塚毅之）

### カレンダー
- 澄田綾乃 2023年カレンダー（2022年11月26日、トライエックス）
- 澄田綾乃 2024年カレンダー（2023年11月11日、トライエックス）[61]

### トレーディングカード
- 澄田綾乃 ファースト・トレーディングカード（2023年6月24日、ヒッツ）[62]
- 澄田綾乃 Vol.2 トレーディングカード（2024年7月27日、ヒッツ）[63]
- 澄田綾乃 Vol.3 トレーディングカード（2025年7月26日、ヒッツ）[64]

## 出演

### テレビ番組
- ノブコブ吉村のラブヶ原〜世紀の合コン大合戦〜（2023年4月15日 - 、BSよしもと） - レギュラー出演[65]
- アイドル鬼ごっこ2023！～わたし、本気出してもいいですか～（2023年4月21日、GAORA SPORTS）[66][67]
- よゐこらぼ（2023年12月1日、フジテレビONE）
- 不適切にもほどがある! 第3話（2024年2月9日、TBS） - メイク 役[68]

### ラジオ番組
- よゐこ有野のノーギャラジオ（2022年1月8日、MBSラジオ）[69]